# Project MKUltra

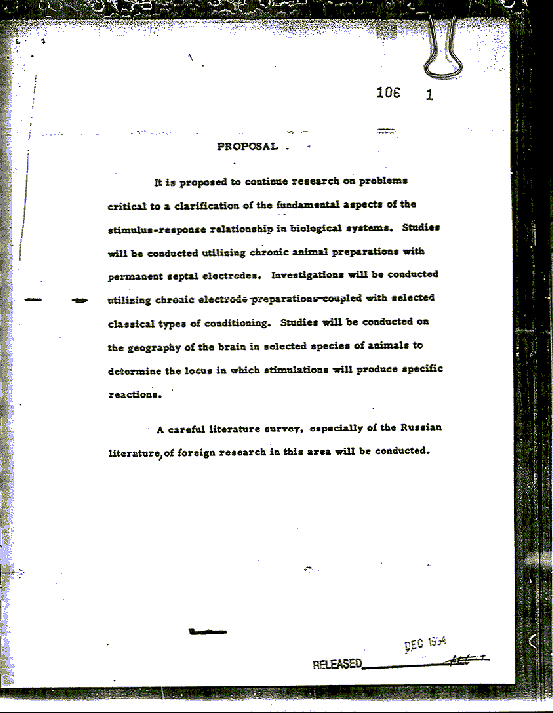
Avhemligat MKUltra-dokument.

Project MKUltra eller MK-Ultra (kodnamnets betydelse är oklart), var ett hemligt, olagligt forskningsprogram för beteendemodifikation som drevs av Central Intelligence Agency:s (CIA) Office of Scientific Intelligence. Programmet startade i början av 1950-talet, sanktionerades officiellt 1953, minskades i omfattning 1964, begränsades ytterligare 1967 och stoppades slutligen 1973. Programmet använde ovetande amerikanska och kanadensiska medborgare som försökspersoner, vilket ledde till kontroverser om programmets legitimitet. MKUltra involverade användning av många metoder för att manipulera folks individuella mentala tillstånd och ändring av hjärnfunktioner, inklusive hemlig tillförsel av läkemedel (särskilt LSD) och andra kemikalier, hypnos, sensorisk deprivation, isolering, verbala och sexuella övergrepp, samt olika former av tortyr.
Citat ur en rapport från 1994 av Government Accountability Office: I samarbete med CIA gav försvarsdepartementet hallucinogena läkemedel till tusentals "frivilliga" soldater på 1950-talet och 1960-talet. Förutom LSD testade armén också BZ-gas. Många av dessa tester utfördes under det så kallade MKULTRA-programmet, som inrättades för att motverka upplevda sovjetiska och kinesiska framsteg i hjärntvättekniker. Mellan 1953 och 1964 bestod programmet av 149 projekt som omfattade drogtestning och andra studier på ovetande människor.
Forskningen genomfördes vid 80 institutioner, däribland 44 colleges och universitet, samt sjukhus, fängelser och läkemedelsföretag. CIA kom att verka genom dessa institutioner genom användning av frontorganisationer, men ibland var topptjänstemän vid dessa institutioner medvetna om CIA:s inblandning. MKUltra tilldelades sex procent av CIA:s totala tillgångar.
Existensen av MKUltra kom först till allmänhetens kännedom 1975 efter några spridda tidningsartiklar i amerikansk media i kölvattnet av Watergate-skandalen under det tidiga 1970-talet, bland annat en artikel i New York Times året innan. Detta tvingade USA:s kongress att tillsätta en undersökande kommitté, "Church Committee" (The United States Senate Select Committee to Study Governmental Operations with Respect to Intelligence Activities; ledd av senator Frank Church). Parallellt tillsatte president Gerald Ford en undersökande presidentkommission kallad "Rockefeller Commission" (The United States President's Commission on CIA Activities within the United States; ledd av vicepresident Nelson Rockefeller). Utredningsinsatserna försvårades av att CIA-chefen Richard Helms efter medias grävande beordrade att alla MKUltra-dokument skulle förstöras 1973. Church Committee och Rockefeller Commissions undersökningar förlitade sig därför främst på vittnesmål av direkt inblandade deltagare i experimenten och på det lilla antal dokument som överlevde Helms förstörelse.
År 1977 avslöjade en Freedom of Information Act-begäran en datacache på 20 000 handlingar om projektet MKUltra, vilket ledde till förhör i senaten senare samma år. I juli 2001 avhemligades officiellt det mesta av den kvarvarande informationen om MKUltra.